# أدهم خنجر
 أدهم خنجر (1890-1922)، أحد كبار مقاومي الجنوب اللبناني ورجال النضال ضد الاستعمار الفرنسي. وهو مقاوم وثائر لبناني من جنوب لبنان. كان من قادة حركة المقاومة ضد الاحتلال الفرنسي لبلاد الشام التي كبدت الفرنسيين خسائر جسيمة، وذلك بالتنسيق مع الثائر العاملي الآخر صادق حمزة الفاعور.

## حياته
ولد أدهم خنجر ونشأ في بلدة المروانية قضاء صيدا منطقة الزهراني، وتربطه علاقة قرابة وثيقة بحسن بك الدرويش.[بحاجة لمصدر] ينحدر الخنجر من عائلة صعب الإقطاعية في جبل عامل في جنوب لبنان حاليًا. لا يُعرف الكثير عن حياته، ولكن يبدو أنه شارك في الحرب الفرنسية السورية عام 1920 ، وظل على اتصال بسلطان الأطرش بعد ذلك.

## مقاومته الاحتلال الفرنسي لبلاد الشام
بدأ شرارة المقاومة عقب مؤتمر وادي الحجير، في جبل عامل (جنوب لبنان) عام 1920 الذي ألقى فيه عبد الحسين شرف الدين خطبة تدعو لمقاومة الاحتلال الفرنسي جاء فيها:
يا فتيان الحمية المغاوير، الدين النصيحة، ألا أدلكم على أمر إن فعلتموه انتصرتم، فوتوا على الدخيل الغاصب برباطة الجأش فرصته، واخمدوا بالصبر الجميل الفتنة فإنه والله ما استعدى فريقاً على فريق إلا ليثير الفتنة الطائفية ويشعل الحرب الأهلية حتى إذا صدق زعمه وتحقق حلمه، استقر في البلاد تعلّه حماية الأقليات ألا وإن النصارى إخوانكم في الله وفي الوطن وفي المصير. فأحبوا لهم ما تحبون لأنفسكم وحافظوا على أرواحهم وأموالهم كما تحافظون على أرواحكم وأموالكم، وبذلك تحبطون المؤامرة، وتخمدون الفتنة وتطبقون تعاليم دينكم وسنّة نبيّكم.

## أسره من قبل الفرنسيين
حاول أدهم خنجر اغتيال الجنرال هنري غورو، المندوب السامي للاحتلال الفرنسي على لبنان وسوريا، في الثاني والعشرين من شهر حزيران لعام 1921 أثناء مروره في القنيطرة، إلا ان الرصاصات التي اطلقها ادهم خنجر استقرت في ذراع الجنرال غورو الاصطناعية وتسبب ذلك في نجاته. ولجأ أدهم خنجر إلى سلطان باشا الاطرش، الذي كان في رحلة صيد. لكن الفرنسيين اعتقلوا أدهم باشا خنجر في 7 يوليو 1922 في غياب سلطان باشا، مما اغضب سلطان باشا الاطرش عندما علم بأمر ضيفه، فكان اعتقال خنجر دافعًا جديدًا أثار غضب ثوار الثورة السورية الكبرى والثوار الدروز في جبل العرب ضد الاستعمار الفرنسي.

## مقتله
أعدم أدهم خنجر على يد الفرنسيين عام 1922 في بيروت.